# کیمرو
کیمرو (انگلیسی: Kimeru؛ زادهٔ ۱۷ ژوئن ۱۹۸۰) موسیقی‌دان اهل ژاپن است. وی از سال ۲۰۰۱ میلادی تاکنون مشغول فعالیت بوده‌است.